# Holtec International
Holtec International — компанія-постачальник обладнання та систем для енергетичної промисловості, заснована в Маунт-Лорел, штат Нью-Джерсі, і розташована в Джупітері, штат Флорида, США. Спеціалізується на проєктуванні та виготовленні деталей для ядерних реакторів. Компанія продає обладнання для поводження з відпрацьованим ядерним паливом.
У липні 2014 року Управління економічного розвитку Нью-Джерсі надало Holtec International податкову пільгу в розмірі 260 мільйонів доларів США для розширення діяльності в порту Камдена, що піддавалося пильній перевірці.
Holtec виготовляє контейнери для зберігання відпрацьованого ядерного палива. Компанія мала намір відправляти відпрацьоване паливо в місце зберігання, розташоване в Нью-Мексико, але зустріла опір.
У 2005 році Holtec підписала з українським Енергоатомом контракт на будівництво Централізованого сховища відпрацьованого ядерного палива у Чорнобильській зоні відчуження. У 2022 році ЦСВЯП було добудоване.
Holtec придбала АЕС Індіан-Поїнт, якою раніше володіла Entergy, та виводить її з експлуатації починаючи з 2021 року.

## SMR-160
Дійсно безпечний модульний підземний реактор (Inherently Safe Modular Underground Reactor) Holtec SMR-160 є 160-мегаватним легководним реактором під тиском, який використовує як паливо низькозбагачений уран і має гнучкість для виробництва технологічного тепла для промислового застосування й виробництва водню.
Holtec створила дочірню компанію — SMR LLC — для комерціалізації концепції заводського реактора потужністю 140 МВт(електричних), або 446 МВт(теплових), під назвою Holtec Inherently Safe Modular Underground Reactor (HI-SMUR). Його версія SMR-160 потужністю 160 МВт, з двома зовнішніми горизонтальними парогенераторами, що використовують паливо, подібна до того, що є в більших ВВР. 32 паливні збірки повної довжини знаходяться в паливному картриджі, який завантажується та вивантажується як єдине ціле з 31-метрової ємності високого тиску. Конструкція має повне пасивне охолодження як під час роботи, так і після вимкнення, та негативний температурний коефіцієнт, тому вона вимикається при високих температурах. Тепловідвід в передбачено атмосферу, шляхом сухого охолодження. Вся реакторна система встановлюється нижче рівня землі зі сховищем використаного палива. Для кожного блоку вартістю $800 млн ($5000/кВт) передбачено 24-місячний період будівництва. Заявлений термін експлуатації 80 років.
У березні 2012 року Міністерство енергетики США підписало угоду з Holtec щодо будівництва демонстраційного блоку SMR-160 на території Саванна-Рівер у Південній Кароліні.
У лютому 2018 року GE Hitachi Nuclear Energy погодилася співпрацювати з Holtec у комерціалізації дизайну конструкції реактора. У 2020 році було укладено угоду про використання в SMR-160 комерційно доступної паливної збірки Framatome 17x17 GAIA.
Станом на 2020 рік SMR-160 перебував на першому етапі попереднього ліцензійного розгляду Канадською комісією з ядерної безпеки.
У 2022 році компанія попросила федеральний кредит у розмірі 7,4 мільярда доларів США, щоб збільшити потужності для виробництва SMR на своїх існуючих виробничих потужностях, побудувати та експлуатувати чотири SMR-160 у США та побудувати новий комплекс підвищеної потужності виготовлення вузлів і модулів для реактора (Holtec Heavy Industries, HHI).
21 квітня 2023 року ДП НАЕК «Енергоатом» та Holtec International уклали угоду про співробітництво у розгортанні малих модульних реакторів. На думку української сторони, це дасть можливість замінити зруйновані російськими атаками теплоенергетичні потужності й досягнути цілей декарбонізації. Угода передбачає будівництво до 20 реакторів SMR-160, з реалізацією першого пілотного проєкту і виходу на мінімальну регульовану потужність та підключення до мережі до березня 2029 року.

## SMR-300
У грудні 2023 року Holtec оголосила, що має намір побудувати перші два невеликих модульних реактора SMR-300 на атомній електростанції Palisades у Мічигані до середини 2030 року. SMR-300 додає примусовий потік теплоносія до гравітаційного потоку SMR-160.
У грудні 2023 року британський уряд виділив Holtec 30 мільйонів фунтів стерлінгів на розвиток присутності SMR у Великій Британії, де вона є одним із 6 конкурентів на контракт SMR. У той же час SMR-300 (раніше іноді називався SMR-160+) увійшов до британського процесу Generic Design Assessment.